# Joseph Lefftz
Joseph Lefftz, né le 14 avril 1888  à Obernai et mort à Strasbourg le 13 novembre 1977, est un universitaire, spécialiste du folklore et des traditions alsaciens. En 1967, il a obtenu le prix Johann Peter Hebel du Bade-Wurtemberg.

## Biographie
Joseph Lefftz était issu de plusieurs générations de paysans et de viticulteurs alsaciens. Il fréquenta d'abord l'école primaire et le petit gymnasium d'Obernai puis le gymnasium de Sélestat en 1898. Ses études secondaires terminées, il commença en 1908 à l'Université de Strasbourg l’étude de la philologie allemande et classique , qu'il termina en 1913 avec un doctorat dont la thèse était Die volkstümlichen Stilelemente in Murners Satiren. Il travailla un court moment comme professeur au gymnasium de Sélestat puis commença sa carrière de chercheur en 1914 comme bibliothécaire et conservateur à la Bibliothèque de l'Université de Strasbourg, où il prit sa retraite en 1956, après une interruption de près de dix ans due à la Commission d’épuration immédiatement après la Seconde Guerre mondiale.
Ses activités de recherche approfondies sur le folklore alsacien et les questions littéraires connexes comprenaient l'édition de la principale revue folklorique Elsassland, A travers les Vosges depuis 1920 (avec Alfred Pfleger). En 1941, il fut nommé professeur honoraire à l'Université de Strasbourg. Ses recherches et ses publications portaient sur le folklore alsacien dans la musique, les contes et légendes et les traditions populaires. 

## Ouvrages
- Das Volkslied im Elsass, 3 volumes, Alsatia Colmar, 1966-1969.
- Elsässisches Volksleben am Jahresanfang, L'Alsatique de poche, 1973.
- Elsässisches Volksleben im Osterfrühling, L'Alsatique de poche, 1974.
- Elsässisches Volksleben im Pfingstkreis, L'Alsatique de poche, 1979.
- Les Fontaines d'Alsace, Sutter, Wœrth, 1955.
- Sankt Odilien, Der heilige Berg des Elsass, Ein Bilderalbum, 1960.
- Unserer Frauen Münster zu Straßburg, Alsatia Colmar, 1939.
- Die Kunst des Dorfes, 1934.
- Der Tanz in alten Elsass, 1936
- Elsässische Volksmärchen (Contes populaires alsaciens, traduction Gérard Leser), Éditions Degorce, 2016.